# 扁都口
38°0′4″N 100°54′45″E / 38.00111°N 100.91250°E
扁都口，隋朝期間被稱為大斗拔谷，为一位于祁连山中部的山口，高约3,500多米。现今 227国道从此关口经过，为交通要道。位于中國甘肃省民乐县與青海省祁连县之間，此地為往來中原與西域的重要通道。公元4世紀，法顯禪師曾路過此地抵達张掖。